# Sicilicula teres
Sicilicula teres är en skalbaggsart som beskrevs av Balfour-browne 1958. Sicilicula teres ingår i släktet Sicilicula och familjen vattenbrynsbaggar. Inga underarter finns listade i Catalogue of Life.